# Massimo Cacciari
Massimo Cacciari (ur. 5 czerwca 1944 w Wenecji) – włoski polityk i filozof, wykładowca akademicki, eurodeputowany, burmistrz Wenecji.

## Życiorys
Ukończył w 1967 studia z zakresu filozofii na Uniwersytecie w Padwie, po których rozpoczął działalność naukową. W 1980 został profesorem w instytucie architektury w Wenecji, w 1985 objął stanowisko profesorskie. W 2002 organizował wydział filozofii na Università Vita-Salute San Raffaele w Mediolanie, do 2005 był jego dziekanem. Opublikował szereg prac naukowych z zakresu filozofii. Został uhonorowany m.in. doktoratami honoris causa uniwersytetów w Bukareszcie i Genui.
Do 1984 działał we Włoskiej Partii Komunistycznej. Z jej ramienia w latach 1976–1983 był posłem do Izby Deputowanych VII i VIII kadencji. W 1993 powrócił do aktywnej działalności politycznej, obejmując urząd burmistrza Wenecji, który zajmował przez kolejne siedem lat.
W lipcu 1999 objął mandat posła do Parlamentu Europejskiego z ramienia partii Demokraci. Był członkiem grupy liberalnej oraz Komisji ds. Socjalnych i Zatrudnienia. Z PE odszedł w maju 2000 po wyborach regionalnych, w których z ramienia Drzewa Oliwnego bez powodzenia ubiegał się o stanowisko prezydenta regionu, wchodząc jednak w skład rady regionalnej Wenecji Euganejskiej.
W 2002 wraz z demokratami przystąpił do partii Margherita, a w 2007 z tym ugrupowaniem do nowo powstałej Partii Demokratycznej. W 2005 został ponownie wybrany na urząd burmistrza Wenecji, funkcję tę pełnił do 2010.
W 2009 otrzymał honorowe obywatelstwo Sarajewa.

## Wybrane publikacje
- Krisis (1976)
- Pensiero negativo e razionalizzazione (1977)
- Dallo Steinhof (1980)
- Icone della legge (1985)
- L'angelo necessario (1986)
- Dell'inizio (1990)
- Della cosa ultima (2004)
- Hamletica (2009)